# Туран (футбольний клуб, Товуз)
«Туран» (азерб. Turan Tovuz Peşəkar Futbol Klubu) — професіональний азербайджанський футбольний клуб з міста Товуз.

## Хронологія назв
- 1946 - «Спартак» (Тауз)
- 1954 - «Мехсул» (Тауз)
- 1990 - «Огуз» (Тауз)
- 1992 - ПФК «Туран-Товуз»
- 2013 - ІК «Туран-Т»

## Історія
Заснований у 1946 році під назвою «Спартак» (Тауз), у 1954 році команда змінила назву на «Мехсул» (Тауз). Після здобуття країною незалежності став одним з 26-ти клубів, які взяли участь у першому розіграші азербайджанської Прем'єр-ліги. З першого туру «Туран» зайняв перше місце й лідирував майже увесь чемпіонат, але наприкінці нього почав втрачати очки й фінішував на 3-му місці. Наступного року команда повторила свій минулорічний результат в чемпіонаті, а також дійшла до 1/2 фіналу національного кубку, де з рахунком 0:1 поступилася «Карабаху» (Агдам).
Сезон 1993/94 років став найуспішнішим в історії клубу, «Туран» вперше завоював титул переможця Прем'єр-ліги. Свого найближчого переслідувача в чемпіонаті, «Карабах» (Агдам), товузька команда випередила на 1 очко, а основний нападник клубу Муса Курбанов з 35-ма забитими м'ячами став найкращим бомбардиром першості. Таким чином, «Туран» вперше у своїй історії отримав можливість наступного сезону зіграти у кваліфікації Кубка УЄФА.
Протягом другої половини 90-их років XX століття команда з Товузу займала місця в середині турнірної таблиці Прем'єр-ліги, такий спад був пов'язаний з фінансовими труднощами. У 2000 році клуб був на межі вильоту до Першого дивізіону, але в останньому турі зміг забезпечити собі місце в Прем'єр-лізі на наступний сезон. У 2001 році «Туран» знову фінішував у середині турнірної таблиці.
Результати сезону 2002 року Футбольна асоціація Азербайджану анулювала, у 2003 році чемпіонат країни не проводився. Замість цього «Туран» взяв участь у турнірі, присвяченому 65-річчю з дня заснування «Нефтчі» (Баку), проте команда вибула вже в першому ж раунді.
Після завершення конфлікту з Футбольною асоціацією Азербайджану відновився й чемпіонат. У сезоні 2003/04 років команда з Товуза посіла 13-те місце й повинна була залишити Прем'єр-лігу, але у зв'язку з виключенням «Локомотива» (Уміслі) та «Уміда» (Баку), а також через збільшення кількості учасників Прем'єр-ліги, зберіг своє місце в чемпіонаті.
У сезоні 2004/05 років «Туран» фінішував четвертим, наступного сезону — 6-м. У наступні роки товузька команда завершувала чемпіонат у другій частині турнірної таблиці. 
За підсумками сезону 2012/13 років клуб вилетів до Першого дивізіону. 
У 2013 році власники товузького клубу вирішили змінити назву клубу на ІК «Туран-Т». Проте вже через декілька місяців клуб повернувся до своєї колишньої назви.

## Досягнення
- Прем'єр-ліга
  -  Чемпіон (1): 1993/94
  -  Срібний призер (1): 1994/95
  -  Бронзовий призер (2): 1992, 1993

- Перший дивізіон чемпіонату Азербайджану
  -  Чемпіон (1): 2016/17

- Кубок Азербайджану
  - 1/2 фіналу (4): 1993, 1996/97, 1998/99, 2000/01

## Статистика виступів

### У національних змаганнях
| Сезон   | Див. | Міс. | Іг. | В  | Н | П  | ЗМ | ПМ | О  | Національний кубок |
| ------- | ---- | ---- | --- | -- | - | -- | -- | -- | -- | ------------------ |
| 1992    | 1-ий | 3    | 36  | 26 | 4 | 6  | 62 | 24 | 56 | 1/4 фіналу         |
| 1993    | 1-ий | 3    | 18  | 12 | 6 | 0  | 34 | 4  | 30 | 1/2 фіналу         |
| 1993–94 | 1-ий | 1    | 30  | 23 | 4 | 3  | 74 | 18 | 50 | 1/8 фіналу         |
| 1994–95 | 1-ий | 2    | 24  | 19 | 2 | 3  | 48 | 14 | 40 | 1/8 фіналу         |
| 1995–96 | 1-ий | 4    | 20  | 9  | 3 | 8  | 26 | 30 | 30 | 1/4 фіналу         |
| 1996–97 | 1-ий | 4    | 30  | 19 | 7 | 4  | 48 | 13 | 64 | 1/2 фіналу         |
| 1997–98 | 1-ий | 9    | 26  | 9  | 4 | 13 | 26 | 45 | 31 | 1/4 фіналу         |
| 1998–99 | 1-ий | 7    | 32  | 18 | 9 | 5  | 59 | 27 | 63 | 1/2 фіналу         |
| 1999-00 | 1-ий | 10   | 22  | 5  | 5 | 12 | 17 | 36 | 20 | 1/8 фіналу         |
| 2000–01 | 1-ий | 5    | 20  | 9  | 3 | 8  | 42 | 28 | 30 | 1/2 фіналу         |
| 2001–02 | 1-ий | 9    | 30  | 14 | 7 | 9  | 40 | 35 | 49 | 1/4 фіналу         |
| 2002–03 | 1-ий | '    |     |    |   |    |    |    | '  |                    |
| 2003–04 | 1-ий | 13   | 26  | 4  | 4 | 18 | 15 | 59 | 16 | 1/8 фіналу         |
| 2004–05 | 1-ий | 4    | 34  | 22 | 7 | 5  | 64 | 21 | 73 | 1/8 фіналу         |
| 2005–06 | 1-ий | 6    | 26  | 11 | 5 | 10 | 27 | 21 | 38 | 1/4 фіналу         |
| 2006–07 | 1-ий | 10   | 24  | 5  | 5 | 14 | 24 | 38 | 20 | 1/4 фіналу         |
| 2007–08 | 1-ий | 12   | 26  | 4  | 6 | 16 | 21 | 49 | 18 | 1/8 фіналу         |
| 2008–09 | 1-ий | 11   | 26  | 5  | 5 | 16 | 19 | 45 | 20 | 1/8 фіналу         |
| 2009–10 | 1-ий | 9    | 32  | 8  | 9 | 15 | 38 | 43 | 33 | 1/8 Finals         |
| 2010–11 | 1-ий | 10   | 32  | 7  | 6 | 19 | 24 | 47 | 27 | 1/4 фіналу         |
| 2011–12 | 1-ий | 11   | 32  | 6  | 7 | 19 | 26 | 42 | 25 | Перший раунд       |
| 2012–13 | 1-ий | 11   | 32  | 8  | 6 | 18 | 34 | 59 | 30 | Другий раунд       |
| 2013–14 | 2-ий | 7    | 30  | 13 | 5 | 12 | 52 | 46 | 44 | Не виступав        |
| 2014–15 | 2-ий | 6    | 30  | 15 | 5 | 10 | 75 | 37 | 50 | Не виступав        |
| 2015–16 | 2-ий | 7    | 26  | 10 | 6 | 10 | 35 | 31 | 36 | 1/8 фіналу         |
| 2016–17 | 2-ий | 1    | 26  | 18 | 7 | 1  | 62 | 11 | 61 | 1/8 фіналу         |
| 2017–18 | 2-ий |      |     |    |   |    |    |    |    | Перший раунд       |

## В єврокубках
Станом на грудень 2008 року
| Сезон   | Змагання   | Раунд | Країна    | Клуб       | Вдома | На виїзді | Загалом |
| ------- | ---------- | ----- | --------- | ---------- | ----- | --------- | ------- |
| 1994/95 | Кубок УЄФА | 1     | Туреччина | Фенербахче | 0–2   | 0–5       | 0–7     |

## Стадіон
Домашні поєдинки проводить на Міському стадіоні Товуза, який вміщує 6800 глядачів.

## Молодіжна академія
Протягом багатьох років «Туран» був фарм-клубом національної збірної Азербайджану, який підготував таких талановитих гравців як: Ельвін Мамедов, Надір Набієв, Джавід Гусейнов та Будаг Насиров.

## Склад команди
Станом на 17 лютого 2018 року
| №  | Поз. | Нац.        | Гравець                  |
| -- | ---- | ----------- | ------------------------ |
| 1  | ВР   | Азербайджан | Натіг Сагратов (капітан) |
| 2  | ЗХ   | Азербайджан | Санан Годжаєв            |
| 4  | ЗХ   | Азербайджан | Джалал Джалалзаде        |
| 5  | ПЗ   | Азербайджан | Тагім Новрумов           |
| 6  | ЗХ   | Азербайджан | Махамед Агаєв            |
| 7  | НП   | Азербайджан | Зіябіл Мамедов           |
| 8  | ЗХ   | Азербайджан | Сеймур Тагієв            |
| 10 | ПЗ   | Азербайджан | Ельмаддін Гусейнзаде     |
| 11 | НП   | Азербайджан | Ілкін Рзаєв              |
| 13 | ЗХ   | Азербайджан | Ельвін Мірзаєв           |

| №  | Поз. | Нац.        | Гравець           |
| -- | ---- | ----------- | ----------------- |
| 14 | ПЗ   | Азербайджан | Елтай Тагієв      |
| 15 | ПЗ   | Азербайджан | Мухтар Джафаров   |
| 17 | НП   | Азербайджан | Рахман Мусаєв     |
| 18 | ПЗ   | Азербайджан | Ельмін Байрамов   |
| 19 | НП   | Азербайджан | Шагін Гулузаде    |
| 20 | ПЗ   | Азербайджан | Ільгар Гусейнов   |
| 21 | НП   | Азербайджан | Вусал Мустафаєв   |
| 22 | ПЗ   | Азербайджан | Тугай Альгусейнлі |
| 30 | ПЗ   | Азербайджан | Азіз Гусейнов     |
| 77 | ВР   | Азербайджан | Магмам Гаджиєв    |

## Відомі футболісти
- Камран Агаєв
- Самір Алієв
- Гурбан Гурбанов
- Афран Ісмаїлов
- / Андрій Попович
- Решад Садигов
- Юрій Донюшкін
- Руслан Зубков
- Антон Ковалевський
- Сергій Скаченко
- Темур Дімітрішвілі
- Варлам Кіласонія
- Георгій Кіласонія
- Олег Хромцов
- Олег Беляков
- Анатолій Стукалов

## Відомі тренери
| - Загід Гусейнов (1992) - Руслан Абдуллаєв (1992–93) - Казбек Туаєв (1993–95) - Ханоглан Аббасов (1995–00) - Букага Агаєв (2000–01) - Нізамі Садигов (2001–02) - Начи Шенсой (2002–03) - Нізамі Садигов (2003–04) - Начи Шенсой (2004–05) - Сакіт Алієв (2005–07) - Салахаттін Дарванд (2007–08) | - Етімад Гурбанов (2008–09) - Нізамі Садигов (2009–10) - Сакіт Алієв (2010) - Реваз Дзодзуашвілі (2010) - Начи Шенсой (2010–11) - Асгар Абдуллаєв (липень 2011 – жов 12) - Афган Талібов (2012–13) - Надір Набія (2013–2014) - Бадрі Кварацхелія (2014) - Нізамі Садигов (2015–2016) - Асгар Абдуллаєв (2016–теп. час) |  |